# Михайло Ломоносов (фільм, 1955)
«Михайло Ломоносов» (рос. «Михаил Ломоносов») — російський радянський художній фільм кінокомпанії «Ленфільм» 1955 року про російського вченого Михайла Ломоносова.

## Зміст
Михайло Ломоносов — енциклопедист і перший російський вчений у сфері природничих наук, своїм головним напрямком діяльності вважав хімію, яку в своїх роботах об'єднав із фізикою. Після декількох років у Німеччині він повернувся до Російської імперії, де став домагатися відкриття наукових центрів та університету.

## Ролі
- Борис Ліванов — Михайло Ломоносов
- Аста Віханді — Єлизавета, дружина Ломоносова
- Костянтин Адашевський — Леонард Ейлер
- Анатолій Алексієв — працівник Прокопа Андрійовича
- Тамара Альошина — імператриця Єлизавета
- Володимир Білокуров — Прокоп Андрійович, заводчик
- Володимир Калмиков — Розумовський
- Олексій Консовський — Григорій Теплов
- Яніс Осис — Герхард Фрідріх Міллер
- Сергій Плотников — архієпископ
- Альфред Ребане — Іван Данилович Шумахер
- Володимир Сошальський — граф Іван Іванович Шувалов
- Юрій Толубієв — сенатор Петро Іванович Шувалов
- Герман Хованов — Степан Крашенинников
- Антс Ескола — Георг Вільгельм Рихман

## Знімальна група
- Автор сценарію: Леонід Рахманов
- Режисер: Олександр Іванов
- Оператори: Мойсей Магід, Лев Сокальський
- Художник: Микола Суворов
- Композитор: Венедикт Пушков
- Звукооператор: Євген Нестеров

## Критика
У біографічній статті про режисера Олександра Іванова кінознавець Петро Багров пише, що фільм знято «за всіма канонами сталінських біографічних стрічок», але зйомки затягнулися, і стрічка, що вийшла на екрани в часи відлиги 1955 року, вже до цього моменту морально застаріла.